# Yūki Yamazaki
Yūki Yamazaki (山崎 勇喜, Yamazaki Yūki, né le 16 janvier 1984 à Toyama) est un athlète japonais, spécialiste de la marche.

## Biographie
Yuki Yamazaki décroche la médaille d'argent du 20 km lors des Championnats d'Asie d'athlétisme 2003. Participant à ses premiers championnats du monde à Helsinki en 2005 sur 50 km, il se classe 8e en 3 h 51 min 15 s. 
Aux championnats du monde de Osaka en 2007, il est en tête du 50 km marche en compagnie du Russe Vladimir Kanaykin et de l'Australien Nathan Deakes jusqu'au 32e kilomètre et une violente accélération portée par le Français Yohann Diniz venu de l'arrière. Lâché, il perd beaucoup de terrain dans les derniers kilomètres, étant au bord de l'épuisement. Il franchit tout de même la ligne d'arrivée en 5e position mais est ensuite disqualifié car il n'a pas effectué sa dernière boucle de 2 kilomètres avant d'entrer dans le stade olympique.
Aux Jeux olympiques de Pékin en 2008,le Japonais obtient son meilleur résultat dans un grand championnat en terminant 7e en 3 h 45 min 47 s. L'année suivante, il signe le meilleur temps de sa carrière à Wajima en 3 h 40 min 12 s, mais se fait disqualifier lors des Mondiaux de Berlin après avoir écopé de trois cartons rouges. Il reçoit la même sentence lors des Jeux olympiques de Londres en 2012, alors qu'il faisait partie du groupe de tête. 

## Palmarès
| Date | Compétition           | Lieu     | Résultat | Épreuve | Temps           |
| ---- | --------------------- | -------- | -------- | ------- | --------------- |
| 2003 | Championnats d'Asie   | Manille  | 2e       | 20 km   | 1 h 21 min 54 s |
| 2005 | Championnats du monde | Helsinki | 8e       | 50 km   | 3 h 51 min 15 s |
| 2007 | Championnats du monde | Osaka    | —        | 50 km   | DQ              |
| 2008 | Jeux olympiques       | Pékin    | 7e       | 50 km   | 3 h 45 min 47 s |
| 2009 | Championnats du monde | Berlin   | —        | 50 km   | DQ              |
| 2012 | Jeux olympiques       | Londres  | —        | 50 km   | DQ              |
| 2015 | Championnats du monde | Pékin    | 34e      | 50 km   | 4 h 03 min 54 s |

### Records
| Épreuve      | Performance     | Lieu   | Date            |
| ------------ | --------------- | ------ | --------------- |
| 20 km marche | 1 h 20 min 38 s | Kobe   | 28 janvier 2003 |
| 50 km marche | 3 h 40 min 12 s | Wajima | 12 avril 2009   |